# Bộ Dương xỉ mộc
Bộ Dương xỉ mộc (danh pháp khoa học: Cyatheales) là một bộ dương xỉ bao gồm những loài dương xỉ thân gỗ. Các đặc điểm hình thái học của các loài trong bộ này không rõ ràng, nhưng dữ liệu DNA cho thấy rằng bộ này là có tính đơn ngành. Một số loài trong bộ này có dạng giống cây thân gỗ, nhưng các loài khác thì có dạng rễ bò. Một số loài có vẩy trên thân và lá, trong khi các loài khác thì có lông. Tuy nhiên, hầu hết các loài trong bộ này là dương xỉ thân gỗ (mộc) và thân của chúng có thể cao đến 20 m. Hiện chưa biết được có bao nhiêu lần dạng cây đã tiến hóa và mất đi trong bộ này.